# Grifo de Pisa
El Grifo de Pisa es una escultura realizada en bronce que representa a un grifo, una figura mitológica, que ha permanecido en Pisa, Italia, desde la Edad Media, aunque en realidad se trata de una escultura del siglo XI proveniente de al-Ándalus, la España musulmana. El Grifo de Pisa es la escultura medieval islámica de metal más grande conocida, midiendo 1,07 metros, y ha sido descrita como una de las figuras más célebres y hermosas entre la escultura islámica zoomorfa realizada en bronce. El Grifo se encuentra en el Museo dell'Opera del Duomo de Pisa y, a pesar de que parece una anomalía histórica, dado su origen difuso y sus posibles usos, incluyendo una fuente o un instrumento musical, puede ser comparado con otras esculturas similares de palacios andalusíes, como la Cierva hallada en Medina Azahara, incluso en su método constructivo.

## Historia
Se considera que el Grifo fue trasladado a Pisa en algún momento de finales del siglo XI o comienzos del XII y pudo haberse tomado como trofeo de guerra en las numerosas guerras llevadas a cabo por la República de Pisa contra los estados islámicos, ya que en este momento histórico, Pisa se encontraba en su momento álgido como república marítima. Algunos de los ataques candidatos pudieron ser en 1087 a Mahdía, la capital de la dinastía zirí en la actual Túnez, o la Conquista cruzada de Mallorca en al-Ándalus entre 1113 y 1115. El Grifo fue situado en una plataforma sobre una columna que sobresalía del ábside en el extremo oriental de la Catedral de Pisa, probablemente como parte de la construcción original que comenzó en 1064, lugar muy privilegiado, aunque también imposible de acercarse, por lo que con el paso de los siglos se olvidaron sus orígenes islámicos. Según algunas leyendas posteriores, su procedencia varía desde una escultura romana, una creación medieval, un trofeo de guerra de 1115 o incluso un hallazgo milagroso cuando se comenzó a edificar la Catedral. Debido a que estaba realizada en bronce, los pisanos quizás la relacionaron con típicas esculturas de bronce romanas, recordándoles su pasado imperial.
En 1828 el Grifo fue retirado de su emplazamiento original y se trasladó al Museo dell'Opera del Duomo o Museo de la Catedral, siendo sustituido más tarde por una réplica. Una vez observada con más detenimiento, se vieron con claridad las inscripciones cúficas y su origen islámico, a pesar de que la editorial John Murray fantaseaba con que «a pesar de ser árabe, no está claro que sea islámico, es más probable que se trata de un ídolo o talismán perteneciente a los drusos o a alguna otra tribu que clandestinamente sigue rechazando las doctrinas del Corán». En la actualidad continúa el debate sobre el fecha y lugar de creación de la escultura.
En Pisa, el Grifo se unió a otras obras maestras metálicas de prestigio exhibidas en el corazón del espacio cívico como ocurrirá más tarde con los Caballos de San Marcos y el león sobre la columna de la Piazzetta de Venecia. Forma parte del conjunto probablemente más célebre de la arquitectura románica en Italia, la piazza dei Miracoli, mirando hacia la Torre inclinada de Pisa con el baptisterio detrás. En las últimas décadas ha viajado a diversas exposiciones como Berlín en 1989, Granada o Nueva York en 1992, la Universidad Brigham Young en Provo en 2012 o Madrid en 2020.
Actualmente se está llevando a cabo un proyecto interdisciplinar sobre el Grifo de Pisa en colaboración con la Universidad de Oxford, la Universidad de Pisa, el CNR-ISTI en Pisa, la Opera della Primaziale Pisana y el Istituto Superiore per la Conservazione ed il Restauro. El proyecto prevé una digitalización precisa y un modelo en 3D de la estatua a través de escáner, así como videos, un libro y una exhibición.

## Descripción

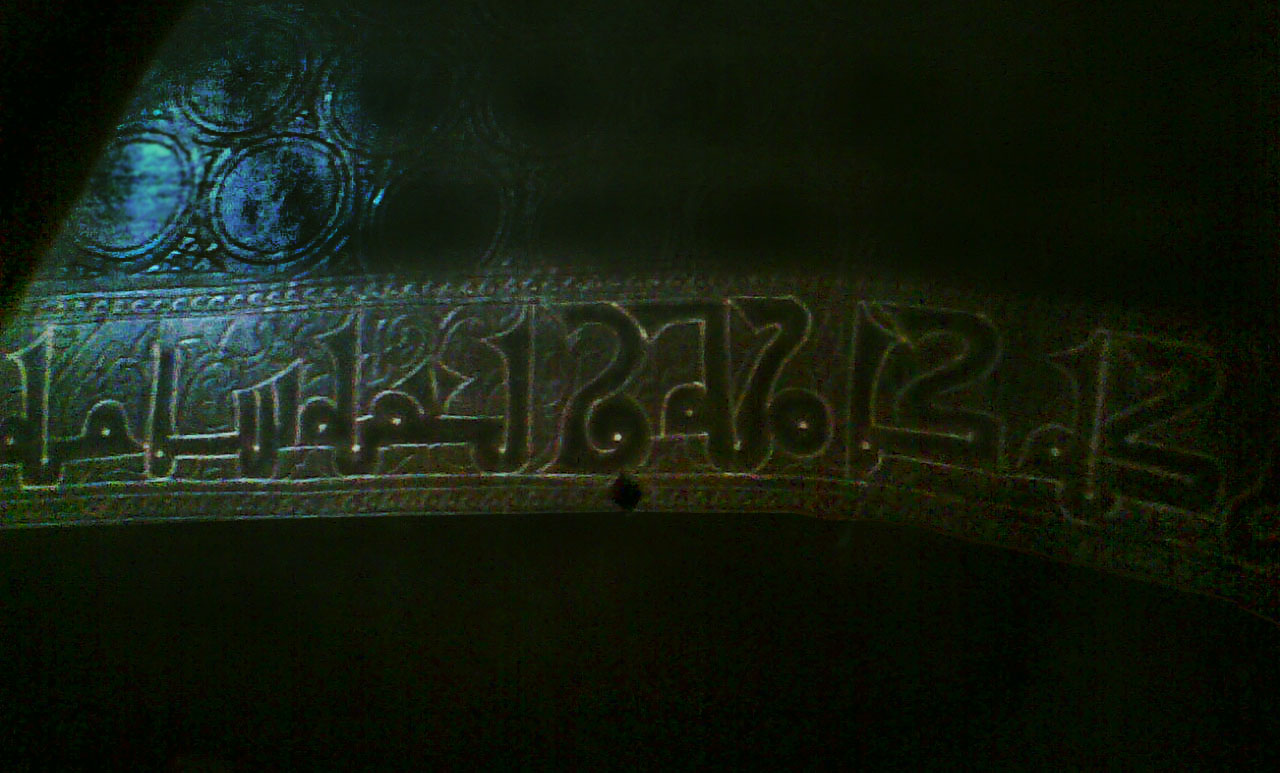
Detalle de la inscripción en cúfico de la escultura.

El Grifo tiene cabeza de águila, orejas similares a un equino, barbas de gallo, alas, el cuerpo de un león y las extremidades de otros mamíferos. Alberga unas dimensiones de 107 x 87 x 43 centímetros. La escultura está realizada en bronce con la técnica del moldeo a la cera perdida. También muestra una inscripción árabe en letras cúficas sobre el pecho de la bestia que dice:

«Bendición perfecta, bienestar completo, felicidad perfecta, paz eterna, perfecta salud, felicidad y buena fortuna al propietario».

Las alas están decoradas con incisiones dibujando plumas estilizadas, el pecho alberga escalas semicirculares y la parte posterior tiene un esquema de círculos concéntricos en un fondo con relieve. Encima de cada pata se muestra una cartucho en forma de gota con motivos arabescos y se representan leones en la cara frontal de cada una de las patas, mientras que en la cara trasera se muestran pájaros, quizás águilas. Existen tres aberturas que llevan al interior de la estatua en la boca, en la parte posterior, quizás de una cola desaparecida, y una grande bajo el abdomen. En el interior hay una especie de copa esférica realizada en bronce que está soldada con una pieza refinada del mismo metal. Se desconoce para qué se utilizaba este artefacto, que ha dado lugar a múltiples teorías descritas más adelante.

## Posibles usos

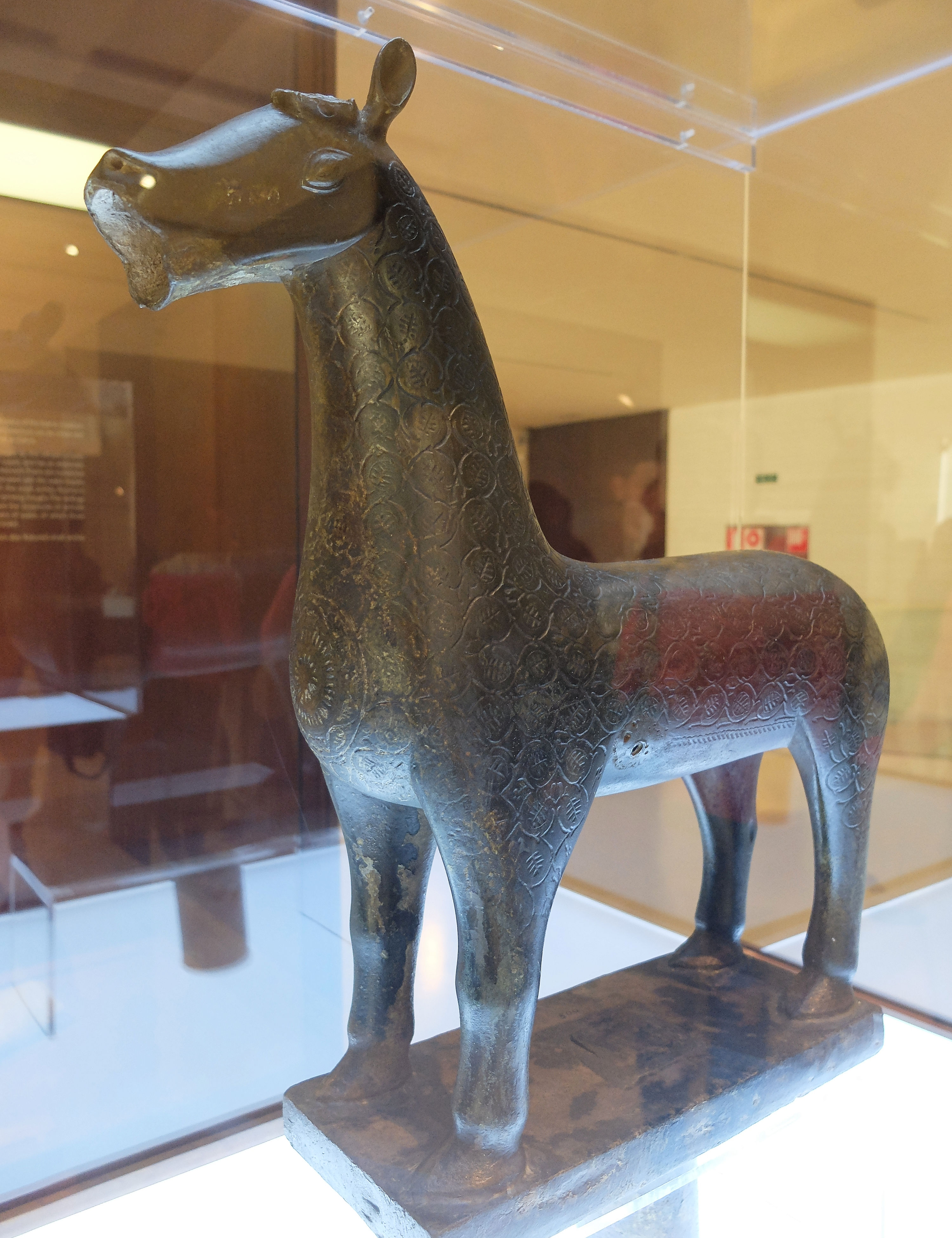
Cervatillo de Medina Azahara, ubicado en el Museo de Medina Azahara, que sirvió como surtidor de fuente en el.

### Como fuente
El Grifo pertenece un grupo de piezas metálicas zoomorfas islámicas medievales que normalmente suelen ser de un tamaño más reducido y funcionaban como aguamaniles o quemaperfumes, cuyos orígenes pertenecen al preislámico Imperio sasánida. Un grupo más pequeño pertenece a esculturas de mediano tamaño que funcionaban normalmente como fuentes, probablemente en grupos circulares mirando hacia el frente, similares a la Fuente de los Leones de la Alhambra en Granada. Entre el grupo de esculturas inmuebles de bronce islámicas, dos han sido identificadas claramente como fuentes: un león, quizás de Sicilia, y el grupo de cervatillos de Medina Azahara en Córdoba que datan del siglo X y que se encuentra repartidos entre el Museo de Medina Azahara (Cervatillo de Medina Azahara), el Museo Arqueológico Nacional en Madrid (Cierva de Medina Azahara) y el Museo de Arte Islámico de Doha. El historiador al-Maqqari del siglo XVI relató que había «fuentes de mármol con elaborados surtidores en el palacio de Medina Azahara» adornados con cabezas de animales. «Una de ellas estaba rodeada de doce esculturas doradas de animales que lanzaban agua por sus hocicos». Otras obras incluyen el León de Kassel, firmado por Abd Allah Mattial del siglo X-XI en el Museo Kassel y el León Monzon en el Louvre.
Se ha sugerido pues que el Grifo se utilizó como surtidor de fuente que lanzaba agua desde su pico. Sin embargo, esta teoría ha sido cuestionada por algunos historiadores recientemente, ya que el Grifo no alberga ningún resto de un sistema hidráulico para lanzar el agua desde su boca.

### Como instrumento musical
Una teoría más reciente, basada en el mecanismo metálico de su interior, sugiere que tanto el Grifo como un león del Museo Metropolitano de Arte de Nueva York fueron diseñados para emitir sonidos desde sus hocicos, como una especie de juguete mecánico para el disfrute de las cortes islámicas. El interior está hueco, a excepción de un pequeño recipiente esférico hallado en la zona trasera del Grifo que podría haberlo hecho sonoro. Asimismo, el hecho de que estuviera situado en la cima de la Catedral de Pisa durante siglos puede haber hecho que el viento produjera varios sonidos. Según los historiadores al-Hamadani y Yaqut, el palacio de Ghumdan en Saná (Yemen), también albergaba un gran número de estatuas de leones que emitían el sonido de una «bestia salvaje rugiendo» cuando el viento soplaba a través de sus aberturas. Además, se teoriza con que el mecanismo del Grifo produciría un sonido similar al de una gaita, ya que sujetaría una especie de bolsa de aire mientras mantenía la presión. Se situaría una lengüeta en el pico del animal, permitiendo al viento moverse libremente desde la zona trasera, atravesando el mecanismo y la bolsa de aire y saliendo por la boca. Esto requería un cierre seguro entre la bolsa de aire, la lengüeta y el hocico, todo contenido en el cuerpo de la bestia. Por lo tanto, esta teoría también resuelve los puntos débiles de la escultura, ya que la estructura instrumental interna no habría requerido de una estructura externa para producir sonido.